# Fort Klamath
Fort Klamath az Amerikai Egyesült Államok északnyugati részén, Oregon állam Klamath megyéjében, az egykori Klamath őrhelytől északnyugatra elhelyezkedő statisztikai település. A 2020. évi népszámláláskor 43 lakosa volt.
A posta 1879. január 6-án nyílt meg.

## Éghajlat
A település éghajlata mediterrán (a Köppen-skála szerint Csb).

## Fordítás
- Ez a szócikk részben vagy egészben  a   Fort Klamath, Oregon című angol Wikipédia-szócikk ezen változatának fordításán alapul.  Az eredeti cikk szerkesztőit annak laptörténete sorolja fel. Ez a jelzés csupán a megfogalmazás eredetét és a szerzői jogokat jelzi, nem szolgál a cikkben szereplő információk forrásmegjelöléseként.